# Lippenblütler
Die Lippenblütler oder Lippenblütengewächse (Lamiaceae oder Labiatae) bilden eine Pflanzenfamilie in der Ordnung der Lippenblütlerartigen (Lamiales). Die Familie gliedert sich seit 2016 in zehn Unterfamilien und umfasst etwa 230 Gattungen und mehr als 7000 Arten. Sie sind weltweit in allen Klimazonen vertreten.

## Beschreibung

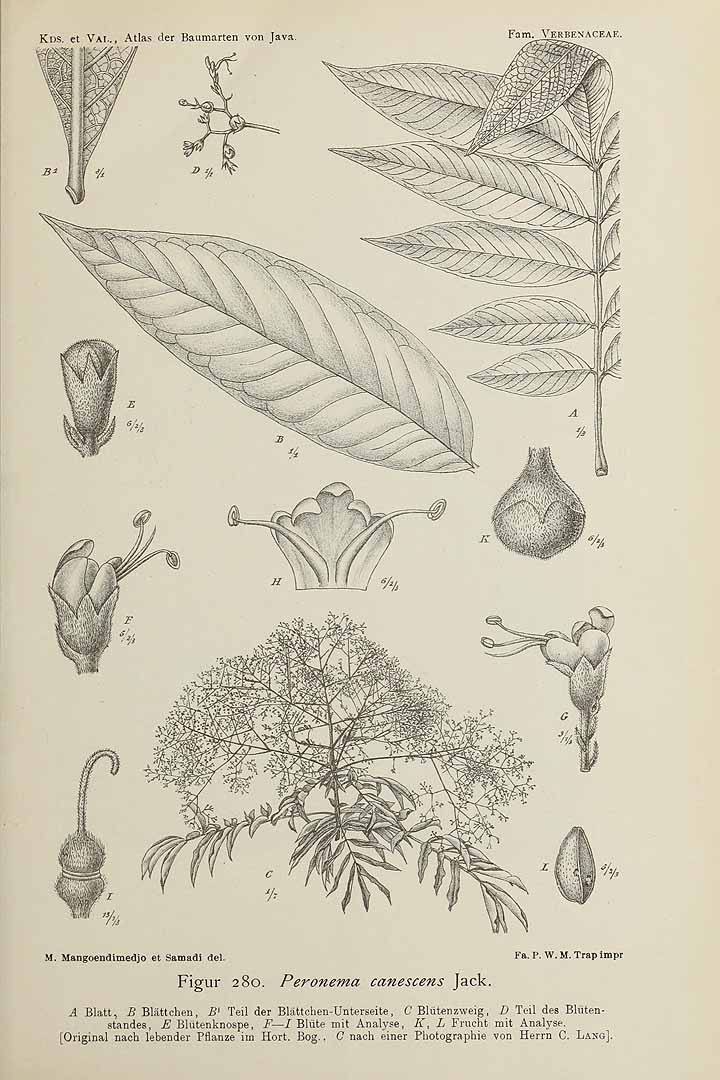
Illustration von Peronema canescens

### Erscheinungsbild und Laubblätter
Sie wachsen als einjährige bis ausdauernde krautige Pflanzen oder verholzende Pflanzen: Halbsträucher, Sträucher, Bäume oder Lianen. Die Sprossachse ist oft hohl und vierkantig.
Die meist gegenständig, manchmal quirlständig oder selten wechselständig angeordneten Laubblätter sind gestielt bis ungestielt. Die Blattspreite ist selten gefiedert, häufig einfach. Der Blattrand ist glatt, gekerbt, gezähnt oder gesägt. Nebenblätter fehlen.

### Blütenstände und Blüten
Die Blüten stehen einzeln oder achselständig in dichten mono- oder dichasialen Scheinquirlen. Selten sind Arten zweihäusig getrenntgeschlechtig (diözisch).

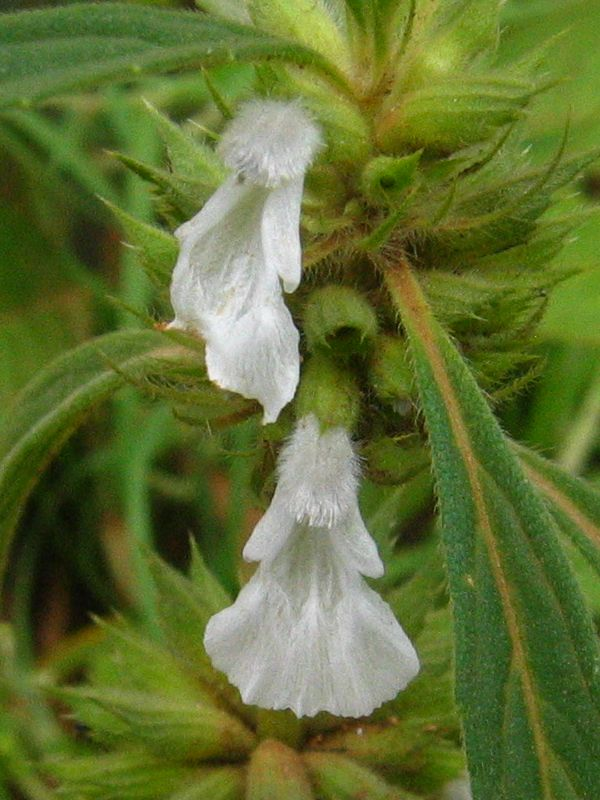
Zygomorphe Blüten von Leucas aspera

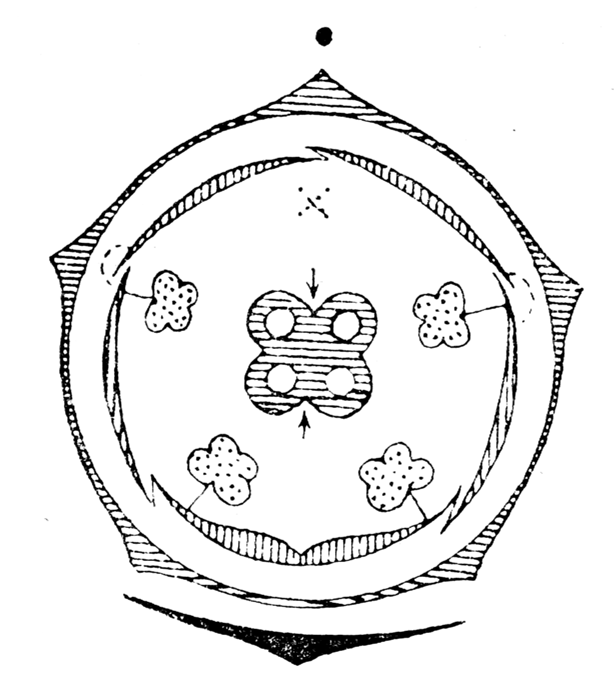
Blütendiagramm von Lamium

Die meist zwittrigen Blüten sind zygomorph und fünfzählig mit doppelter Blütenhülle. Die fünf Kelchblätter sind röhrig verwachsen mit fünf Kelchzähnen oder zwei Kelchlippen. Man kann Mitglieder dieser Pflanzenfamilie oft anhand der charakteristischen „Lippenblüten“ erkennen; die Blütenkronen erinnern an Ober- und Unterlippe. Sie zeichnen sich durch eine „Oberlippe“ (oft zurückgebildet) und eine „Unterlippe“ der Blüte aus; in der Regel sind von den fünf Kronblättern zwei zur Oberlippe und drei zur Unterlippe verwachsen. Ähnliche Blütentypen kommen aber auch in anderen Familien der Ordnung der Lippenblütlerartigen (Lamiales) vor.
Es ist nur ein Kreis mit ursprünglich fünf Staubblättern vorhanden; eines ist reduziert, so dass nur vier, manchmal auch nur zwei fertile Staubblätter vorhanden sind, die mit dem Grund der Kronröhre verwachsen sind. Zwei Fruchtblätter sind zu einem oberständigen Fruchtknoten verwachsen; er ist durch falsche Scheidewände in vier Kammern gegliedert. Der Griffel endet in zwei Narben.

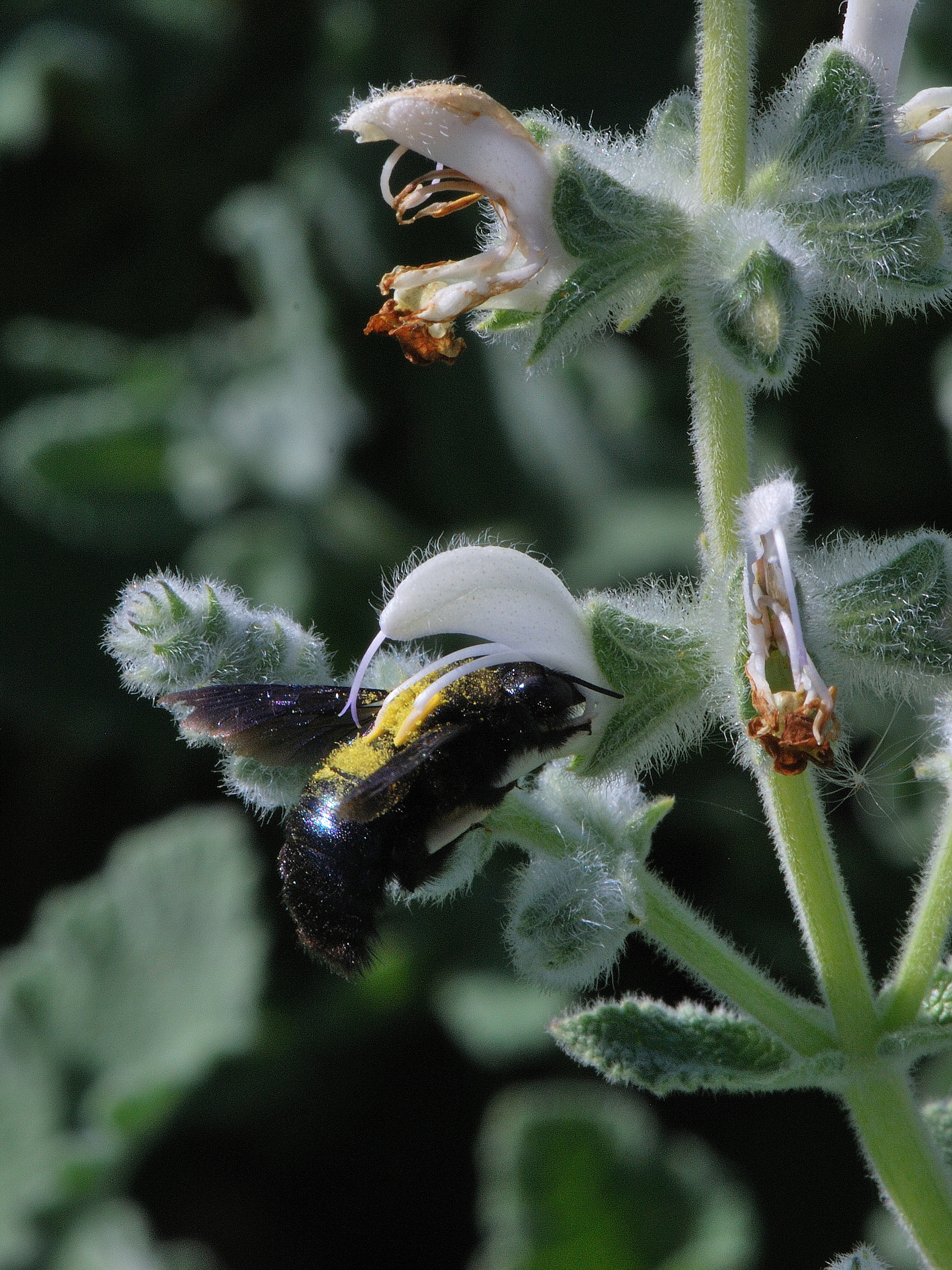
Eine Holzbiene bei der Bestäubung einer Blüte von Salvia dominica

Die Blütenformel lautet:
{\displaystyle \downarrow K_{(5)}\;[C_{(5)}\;A_{4-2}]\;G_{\underline {(|2)}}}

### Früchte
Es werden typischerweise Klausenfrüchte gebildet, die in vier einsamige Teilfrüchte (Klausen) zerfallen. Aber es gibt auch Taxa mit Beeren oder Steinfrüchten (Viticoideae). Einige Arten bilden geflügelte Nussfrüchte.

### Inhaltsstoffe
Oft enthalten sie ätherische Öle und duften aromatisch.
Die wichtigsten Inhaltsstoffe sind ätherische Öle: beispielsweise giftige wie Kampher, Perillaketon, Pinocamphon, Pulegon, Thujon. Oft kommen auch nichtflüchtige, diterpenoide Bitterstoffe vor wie Carnosol (Pikrosalvin, Marrubin) und Carnosolsäure.

## Ökologie
Die Bestäubung erfolgt durch Insekten (Entomophilie) oder durch Vögel (Ornithophilie). Die Lippenblütler haben teilweise hoch spezialisierte, an die Blütenbesucher besonders angepasste Bestäubungsmechanismen entwickelt.

## Systematik und Verbreitung

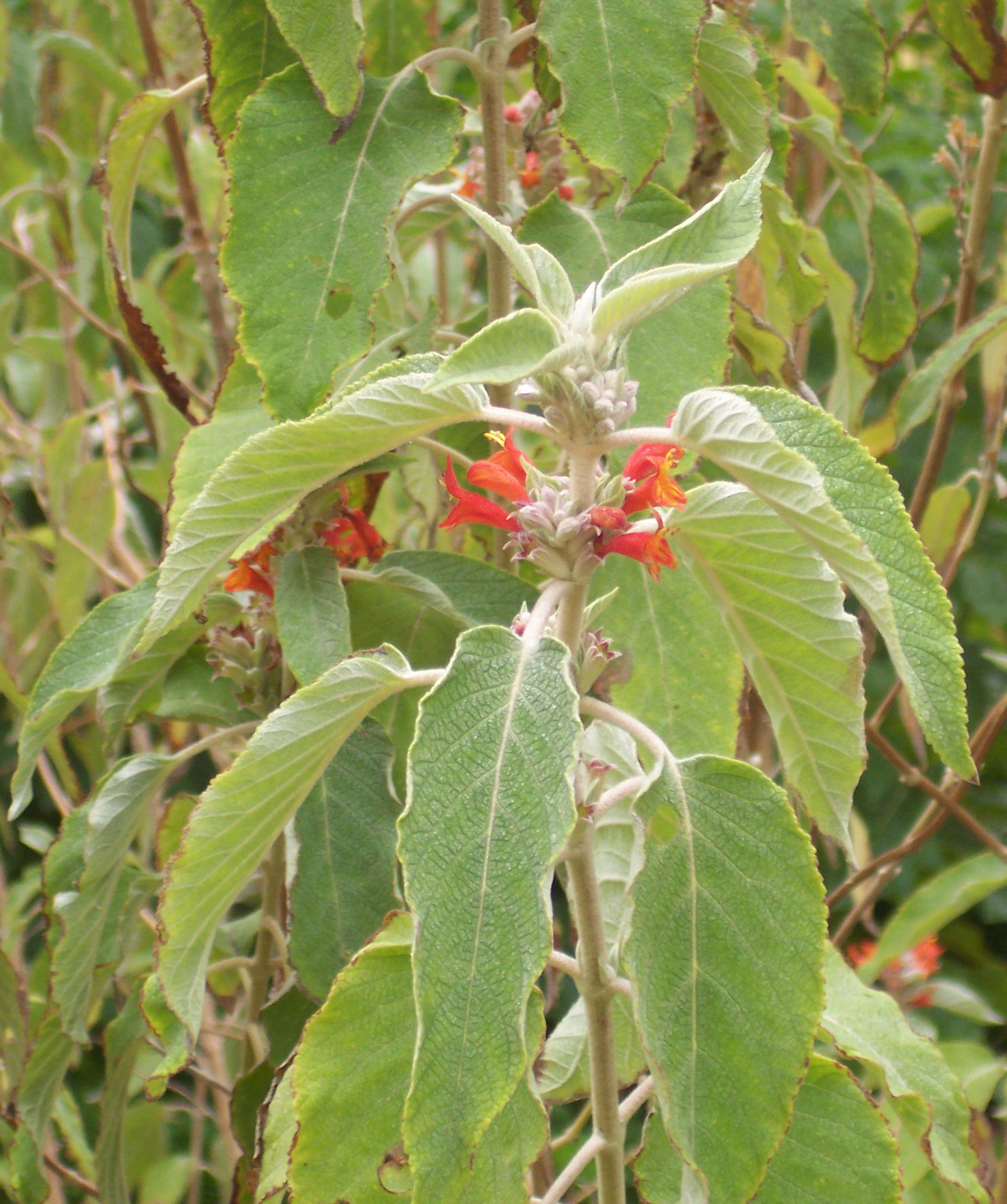
Unterfamilie Lamioideae: Colquhounia coccinea

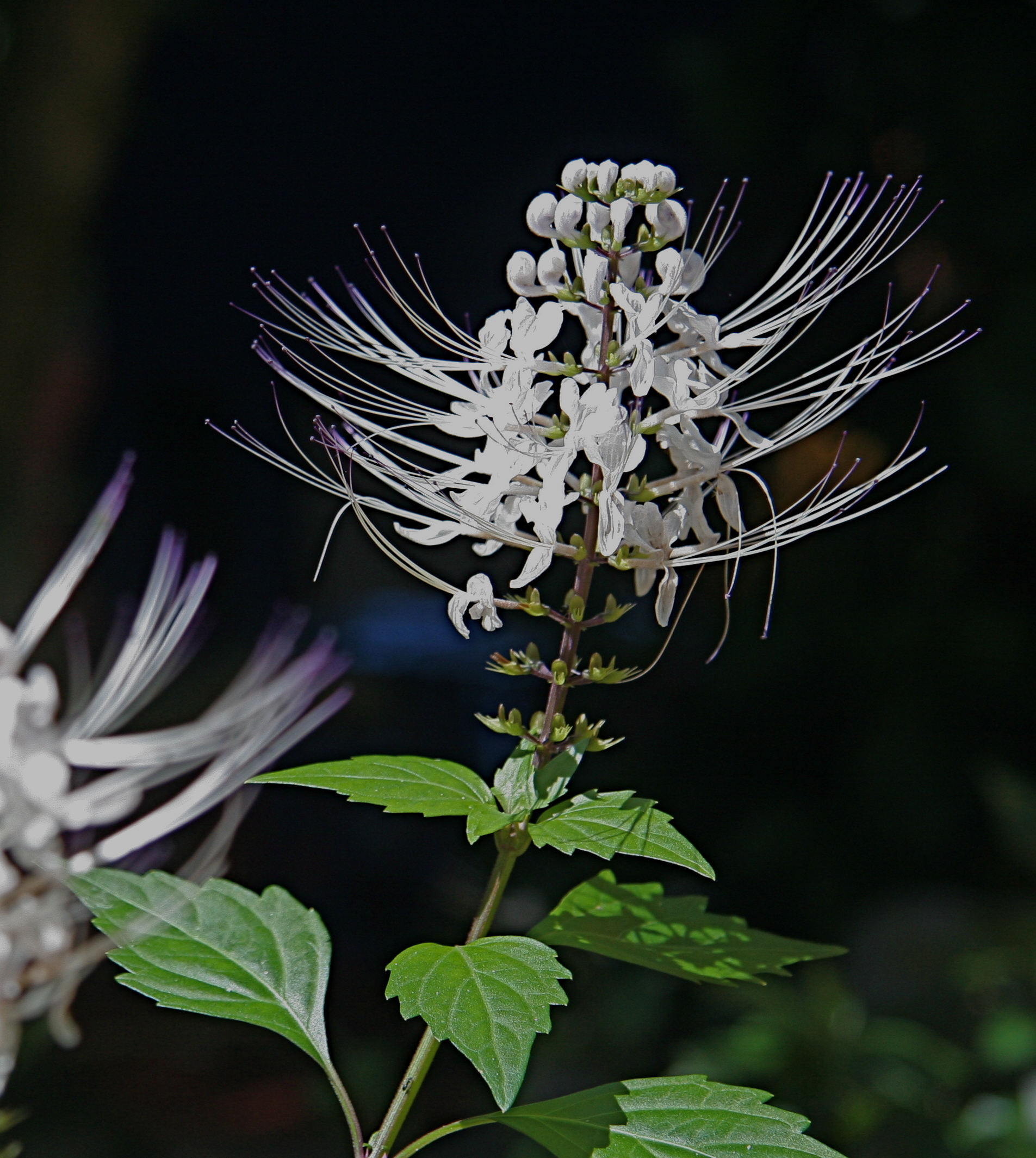
Unterfamilie Nepetoideae: Orthosiphon aristatus

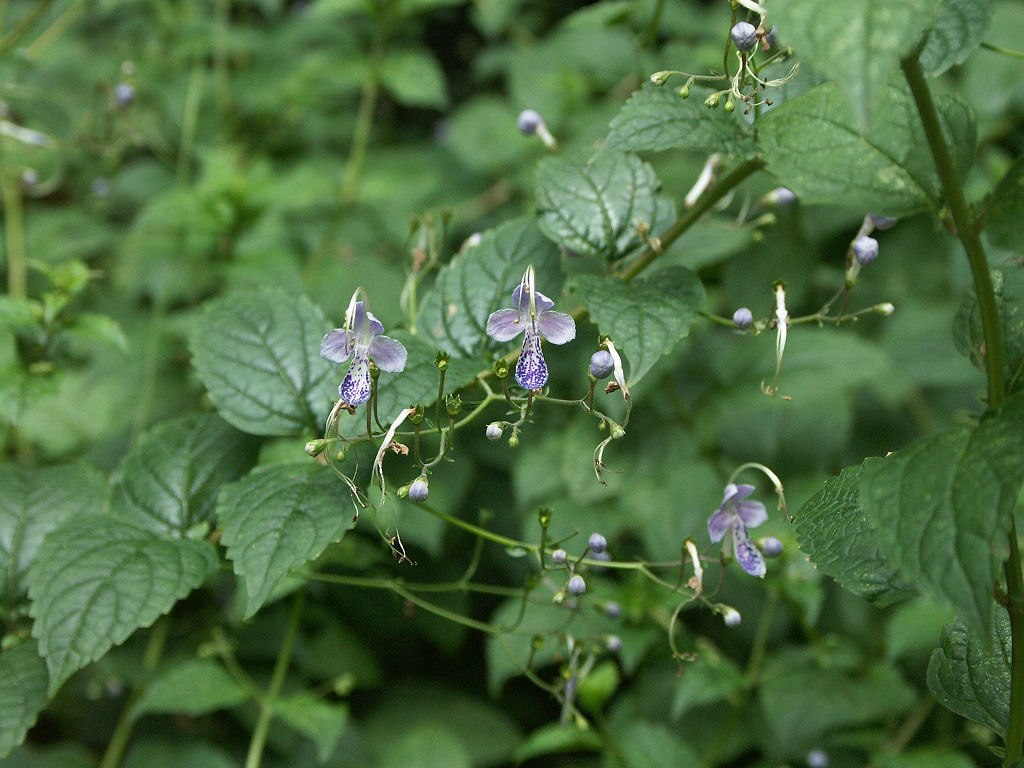
Unterfamilie Ajugoideae: Caryopteris divaricata

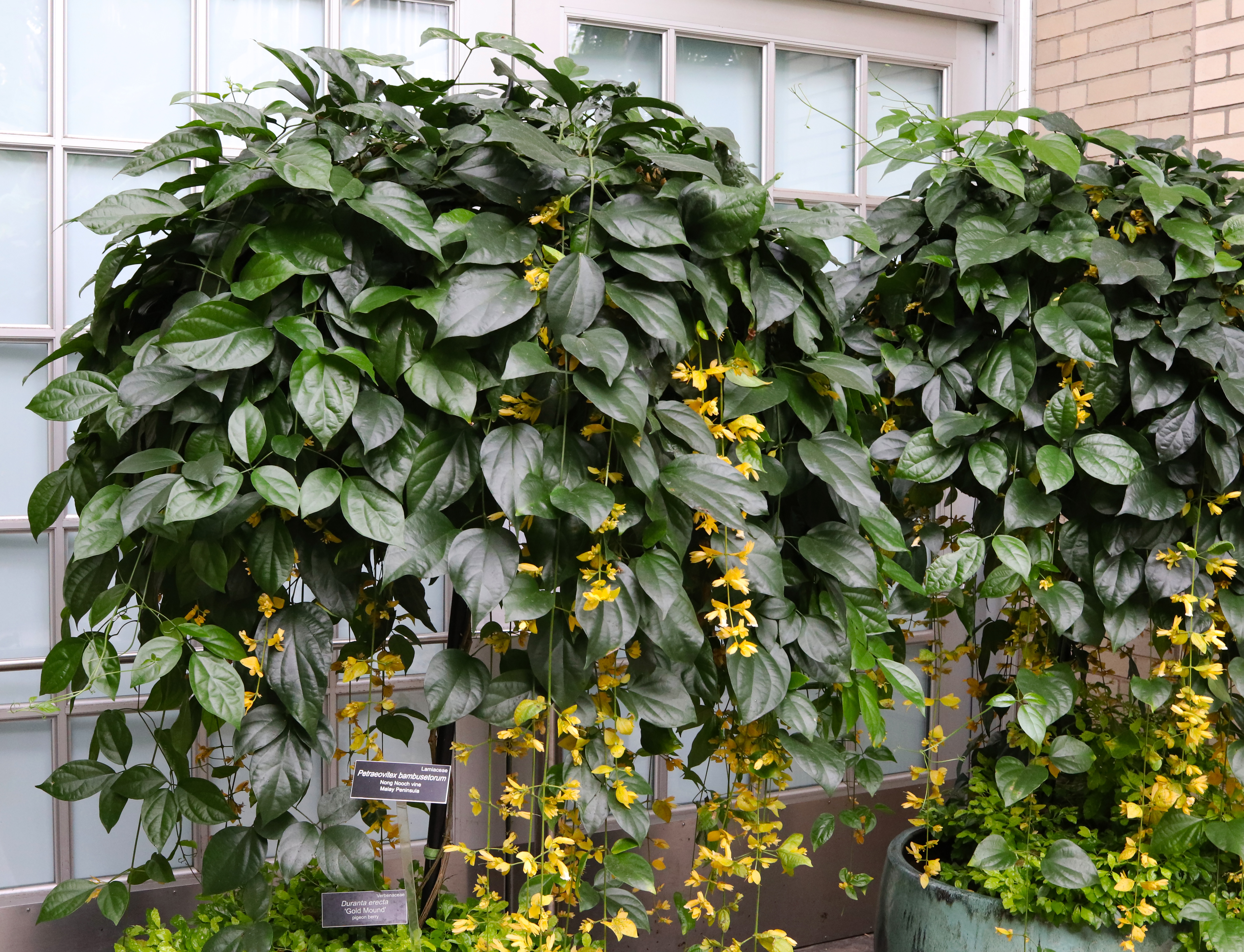
Unterfamilie Peronematoideae: Habitus, Laubblätter und Blütenstände von Petraeovitex bambusetorum

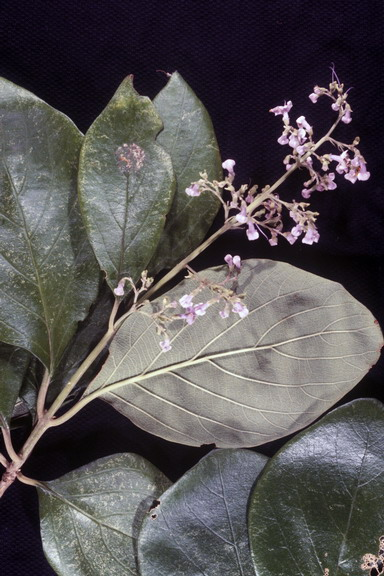
Unterfamilie Premnoideae: Laubblätter und Blütenstand von Cornutia obovata

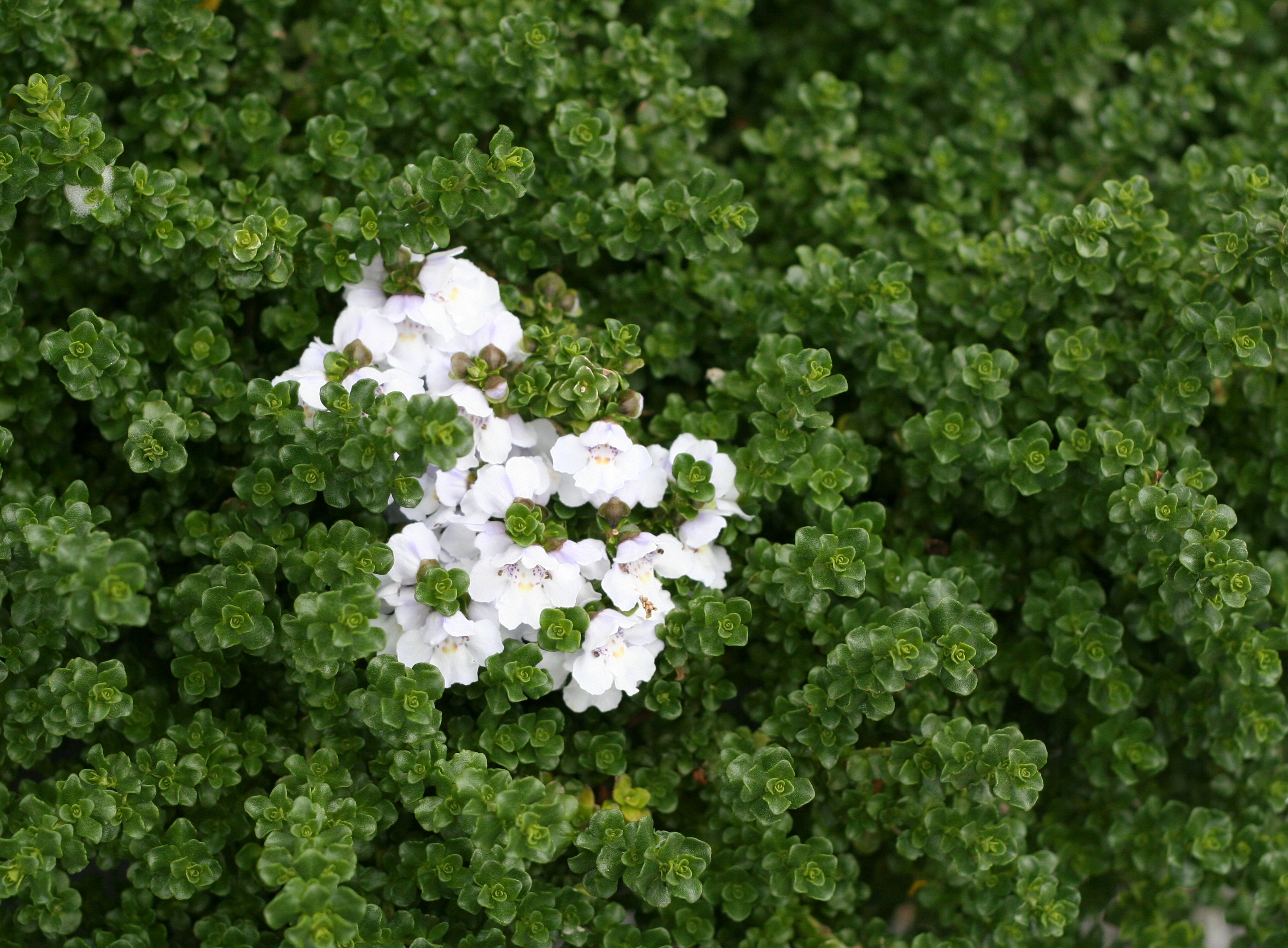
Unterfamilie Prostantheroideae: Prostanthera cuneata

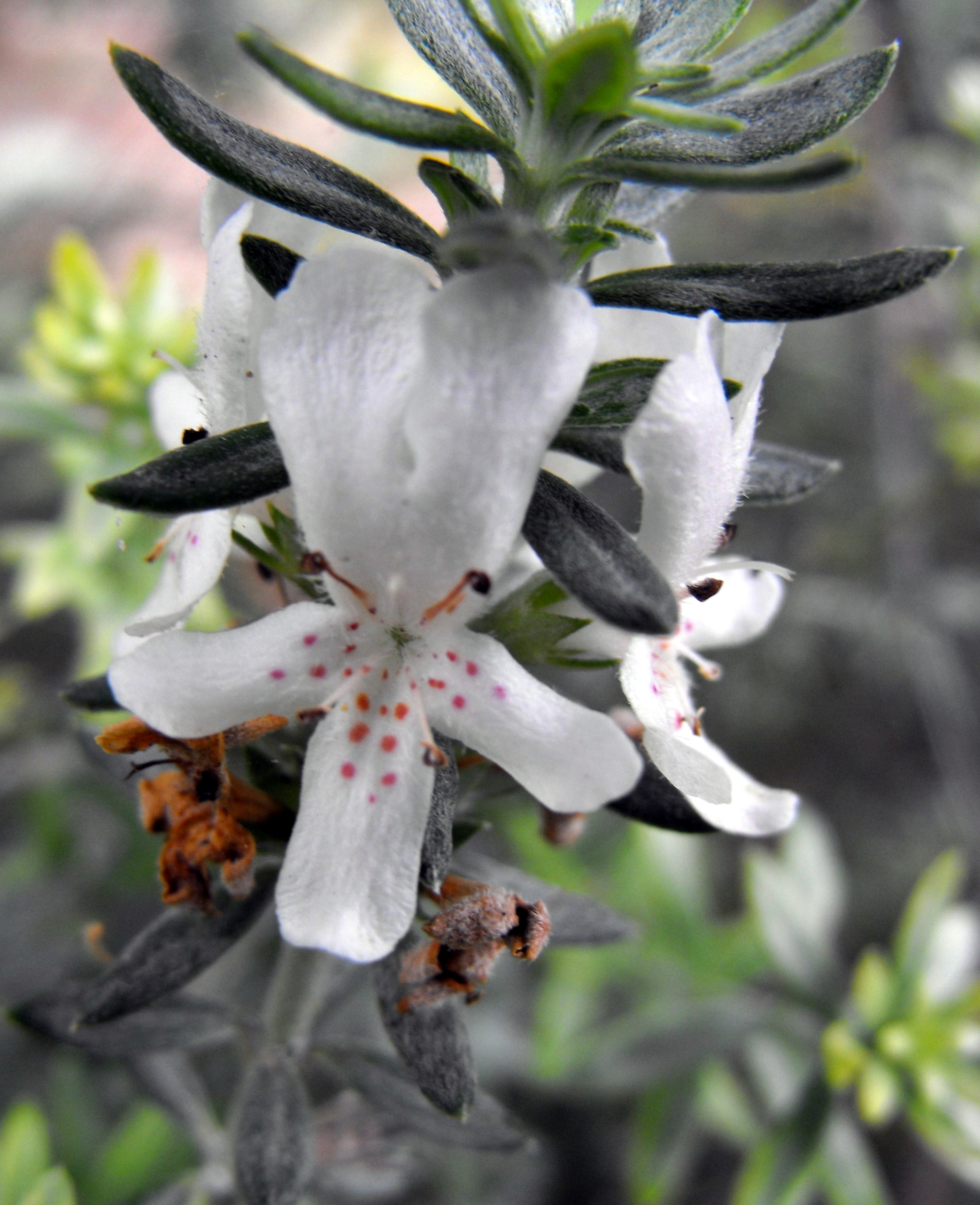
Unterfamilie Prostantheroideae: Westringia fruticosa

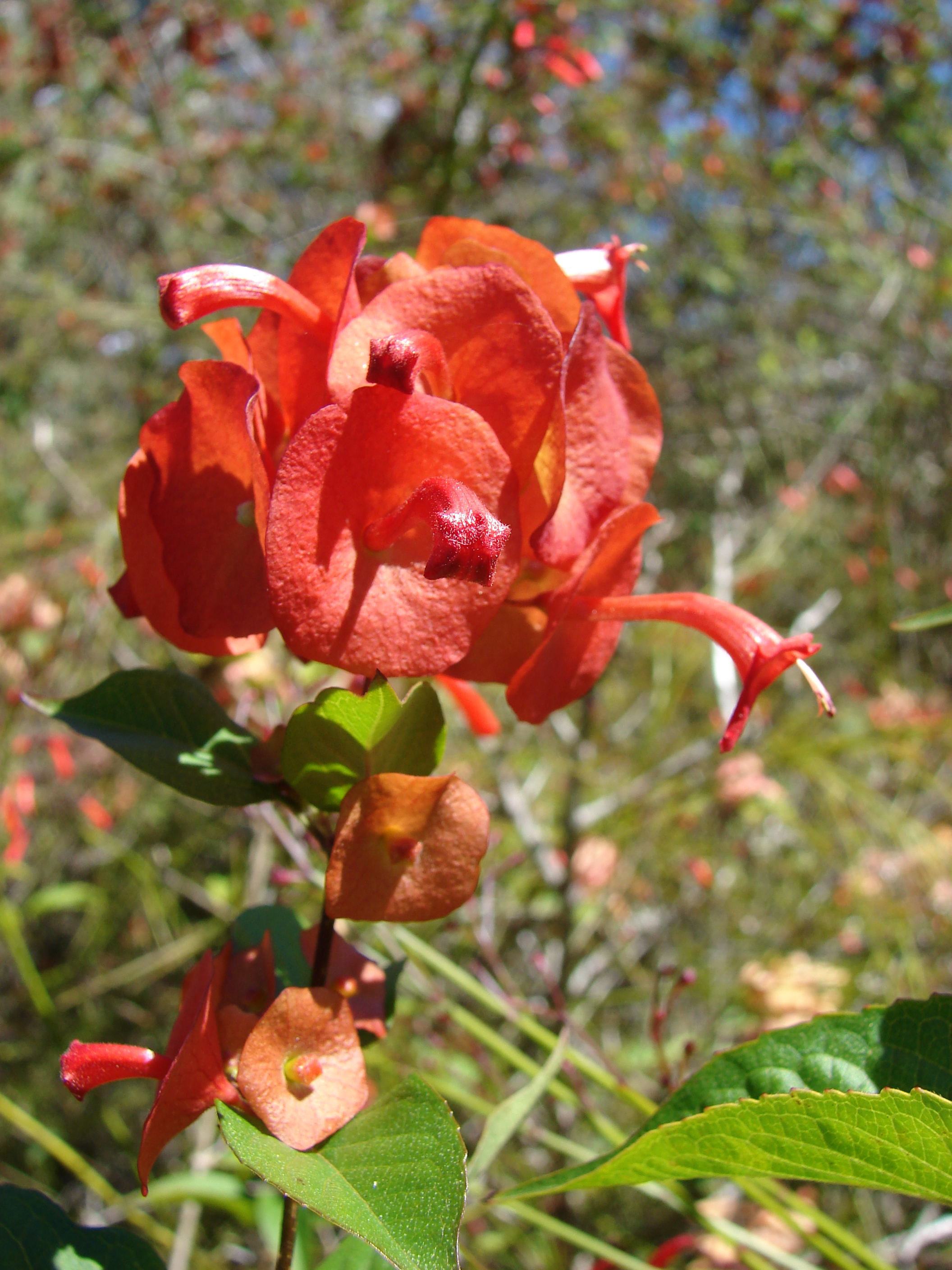
Unterfamilie Scutellarioideae: Holmskioldia sanguinea

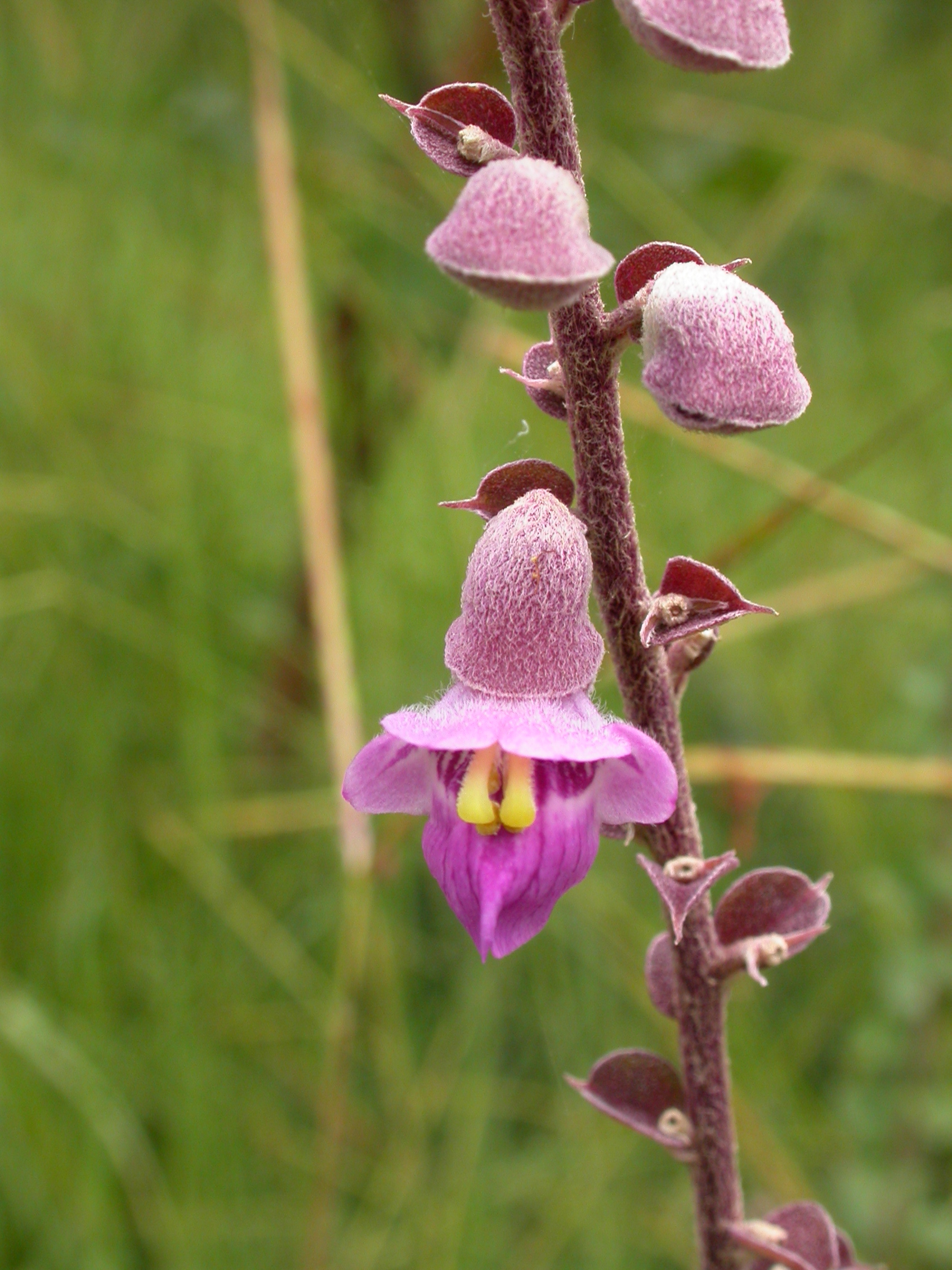
Unterfamilie Scutellarioideae: Tinnea barteri

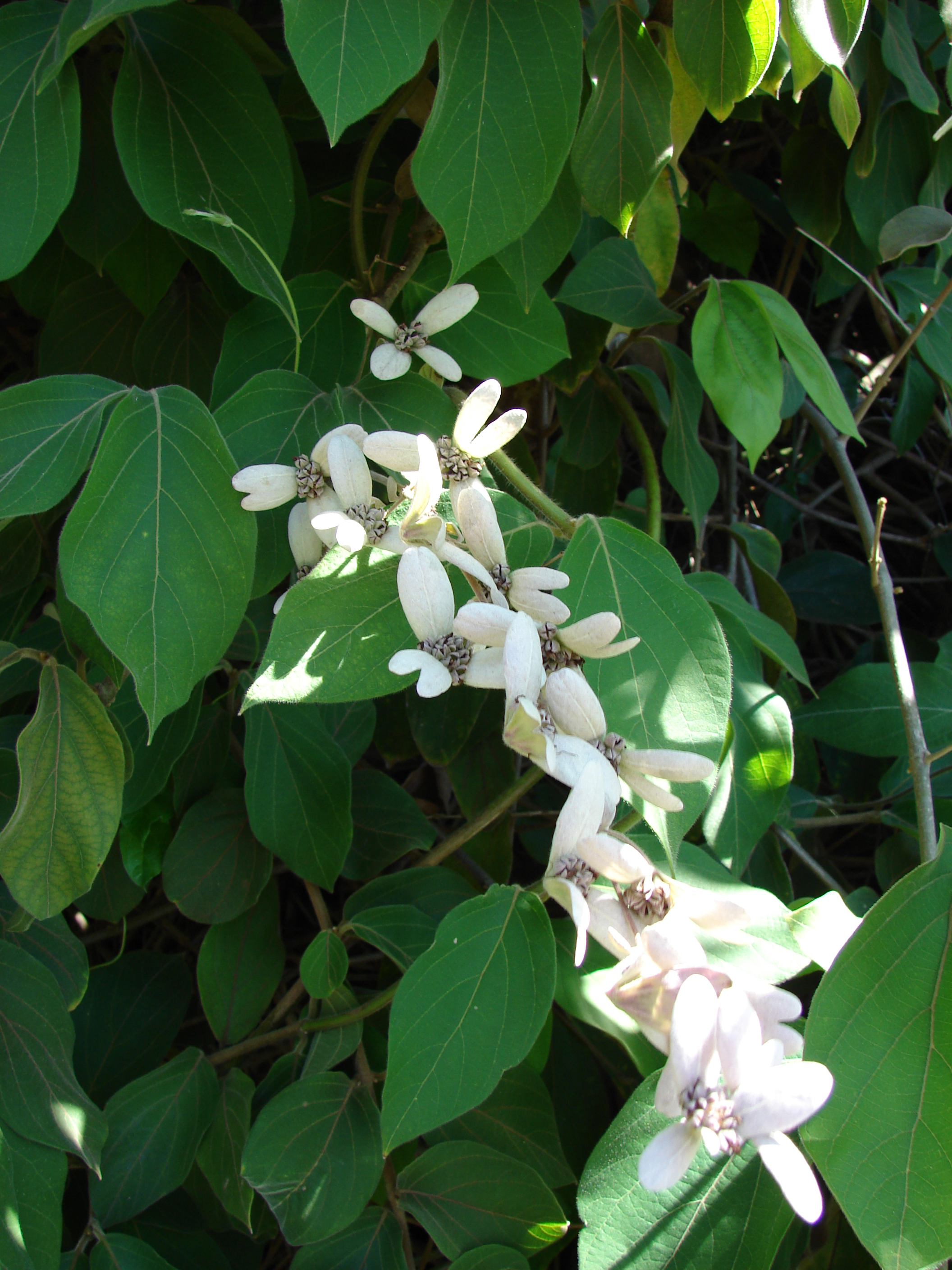
Unterfamilie Symphorematoideae: Congea tomentosa

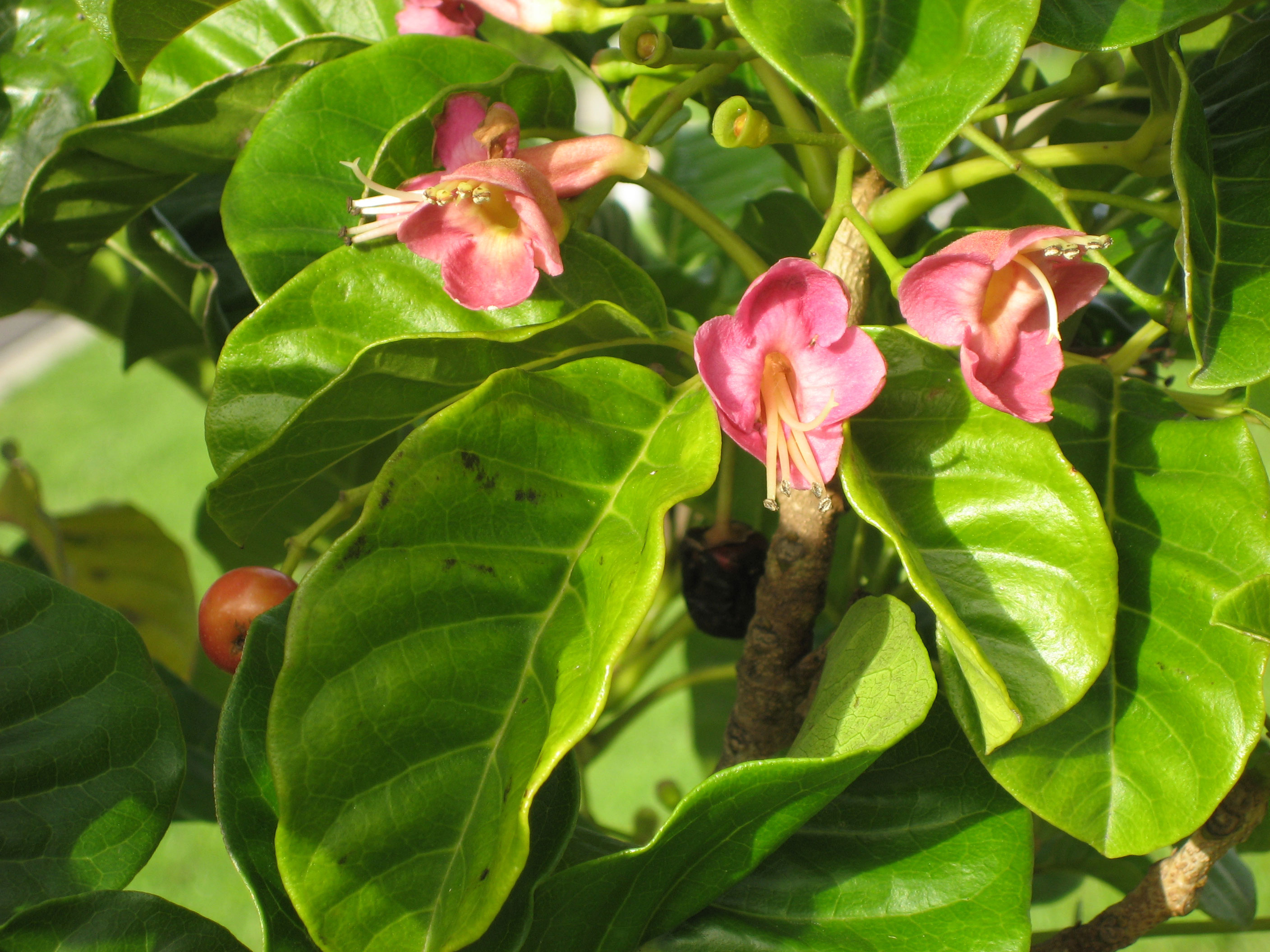
Unterfamilie Viticoideae: Vitex lucens

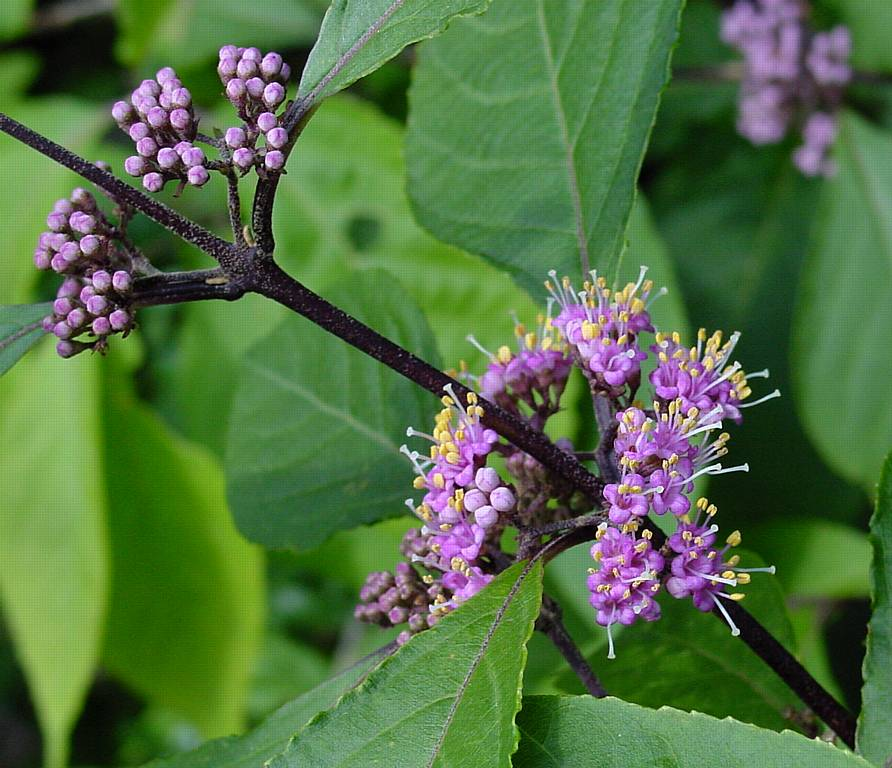
Chinesische Schönfrucht (Callicarpa giraldii)

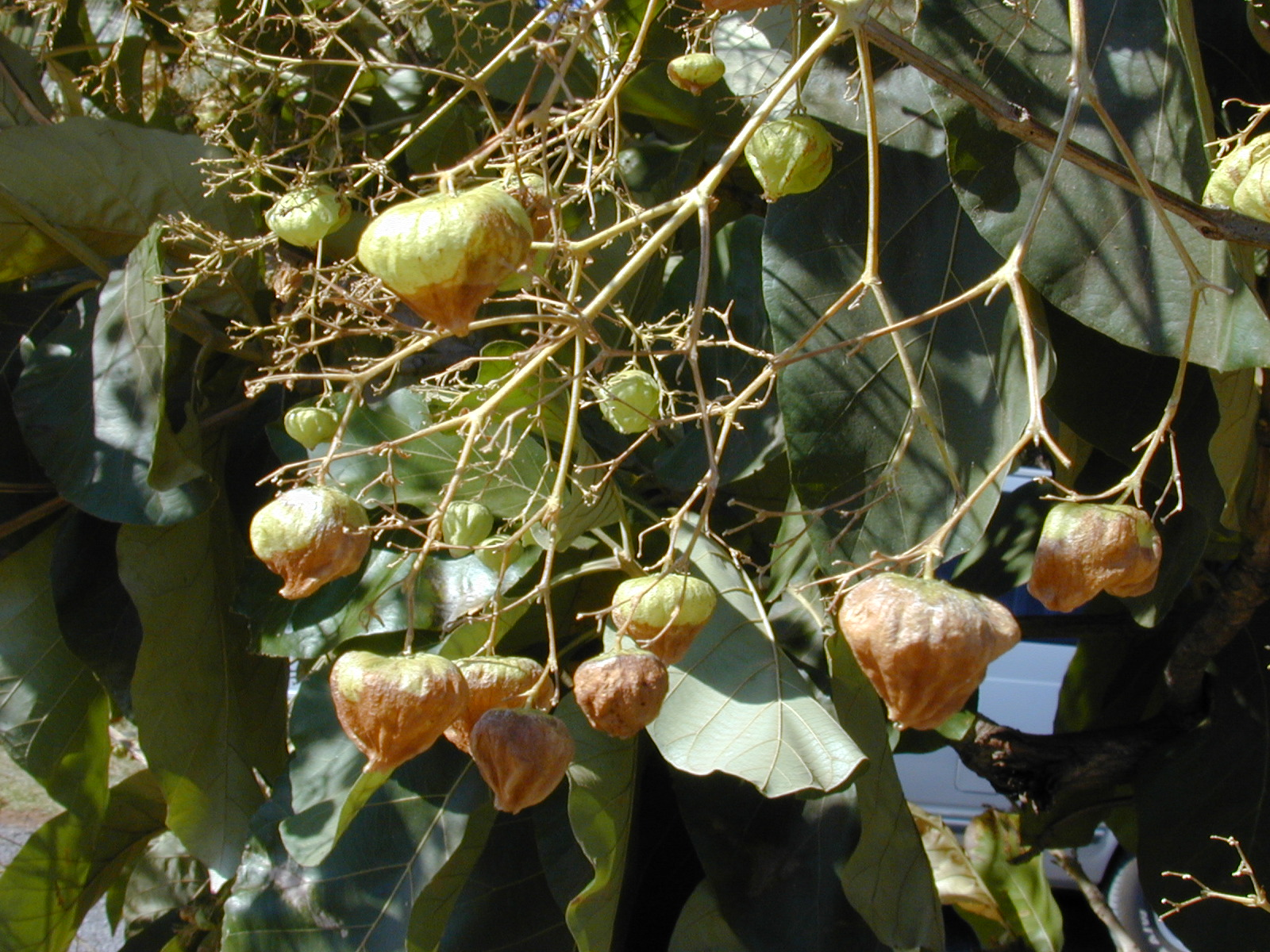
Teakbaum (Tectona grandis)

Synonyme für Lamiaceae Martinov und Labiatae Juss. nom. cons. sind: Aegiphilaceae Raf., Chloanthaceae Hutch., Dicrastylidaceae J.Drumm. ex Harv. nom. nud., Menthaceae Burnett, Nepetaceae Bercht. & J.Presl, Salazariaceae F.A.Barkley, Scutellariaceae Döll, Symphoremataceae Wight, Viticaceae Juss. Der botanische Name der Typusgattung (Lamium) der Familie Lamiaceae ist aus dem griechischen Wort lamós für Schlund, Rachen abgeleitet und der Name Labiatae ist aus dem lateinischen Wort labium für Lippe abgeleitet.
Die Familie Lamiaceae umfasst etwa 230 Gattungen und 5000 bis mehr als 7000 Arten. Die Familie Lamiaceae gliederte sich in sieben Unterfamilien und bei Li et al. 2016 wurden drei weitere Gattungen aufgestellt.
Hier sind die zehn Unterfamilien mit ihren Gattungen und Artenzahlen sowie ihrer Verbreitung:
- Unterfamilie Lamioideae Harley: Sie enthält 62 bis 63 Gattungen mit 1200 bis 1260 Arten,[2] siehe Hauptartikel Lamioideae.

- Unterfamilie Nepetoideae Kostel.:[2] Sie enthält etwa 105 Gattungen mit etwa 3675 Arten, siehe Hauptartikel Nepetoideae.

- Unterfamilie Ajugoideae Kostel.[2] (Syn.: Teucrioideae): Sie enthält nur eine Tribus mit 23 bis 26 Gattungen und 760[2] bis 1115 Arten:
  - Tribus Ajugeae Benth.
    - Aegiphila Jacq.: Die 120 bis 180 Arten sind vom südlichen Mexiko über Mittelamerika bis zum südlichen Brasilien und nördlichen Argentinien verbreitet.
    - Günsel (Ajuga L.): Die 40 bis 50 Arten sind in Eurasien verbreitet mit einem Schwerpunkt der Artenvielfalt in Vorderasien.[5]
    - Amasonia L. f.: Die etwa fünf Arten sind in der Neotropis Südamerikas verbreitet.[6]
    - Amethystea L.: Sie enthält nur eine Art:
      - Amethystea caerulea L.: Sie ist in Asien von der Türkei bis Japan verbreitet.

    - Bartblumen (Caryopteris Bunge, Syn.: Barbula Lour., Mastacanthus Endl.): Die etwa acht Arten sind im gemäßigten bis subtropischen Asien verbreitet.
    - Losbäume (Clerodendrum L., Syn.: Adelosa Blume, Agricolaea Schrank, Archboldia E.Beer & H.J.Lam, Bellevalia Scop., Cleianthus Lour. ex B.A.Gomes, Cryptanthus Osbeck, Egena Raf., Huxleya Ewart, Marurang Adans., Montalbania Neck., Siphoboea Baill., Siphonanthus L., Torreya Spreng., Valdia Boehm., Volkmannia Jacq.): Im Umfang von etwa 500 Arten war sie polyphyletisch. Es wurden viele Arten in andere Gattungen ausgegliedert und dann enthält diese monophyletische Gattung noch etwa 425 Arten.[2] Clerodendrum-Arten gedeihen in tropischen bis warm-gemäßigten Gebieten der Welt.
    - Discretitheca P.D.Cantino:[2] Sie enthält nur eine Art:
      - Discretitheca nepalensis (Moldenke) P.D.Cantino: Sie kommt nur in Nepal vor.

    - Glossocarya Wall. ex Griff.:[2] Die etwa zehn Arten sind in Sri Lanka, Südostasien, Neuguinea und dem australischen Bundesstaat Queensland verbreitet.
    - Holocheila (Kudô) S.Chow: Sie enthält nur eine Art:[5]
      - Holocheila longipedunculata S.Chow: Sie kommt nur in Yunnan in Misch- und Bambus-Wäldern, schattigem Dickicht und in Grasländern in Höhenlagen von 1600 bis 2200 Metern vor.[5]

    - Hosea Ridl.: Sie enthält nur eine Art:
      - Hosea lobbii (C.B.Clarke) Ridl.: Dieser Endemit kommt nur in Sarawak vor.[7]

    - Kalaharia Baill.:[2] Sie kommt mit zwei Arten im tropischen und südlichen Afrika vor.[6]
    - Karomia Dop: Von den etwa neun Arten sind acht von Kenia über das tropische Ostafrika bis ins südliche Afrika sowie Madagaskar verbreitet und eine kommt in Vietnam vor.[7]
      - Karomia gigas (Faden) Verdc.: Aus Kenia und Tansania.

    - Monochilus Fisch. & C.A.Mey.: Die etwa zwei Arten kommen nur in Brasilien vor, die eine nur im Bundesstaat Goiás und die andere nur in Rio de Janeiro.[6]
    - Oncinocalyx F.Muell.: Sie enthält nur eine Art:
      - Oncinocalyx betchei F.Muell.: Sie kommt im östlichen Australien vor.[6] Sie wird auch als Teucrium betchei (F.Muell.) Kattari & Salmaki zu Teucrium gestellt.[6]

    - Ovieda L.:[2] Die etwa acht Arten kommen Kuba und auf Hispaniola vor.[6]
    - Oxera Labill. (Syn.: Borya Montrouz. ex Beauvis., Faradaya F.Muell., Maoutia Montrouz., Oncoma Spreng., Schizopremna Baill.):[2] Die etwa 24 Arten sind in Borneo, Australien, Neuguinea, Neukaledonien, Polynesien, und Melanesien verbreitet.
    - Rotheca Raf. (Ihre Arten waren manchmal in Clerodendrum enthalten): Die etwa 35 Arten sind vom tropischen bis südlichen Afrika sowie Madagaskar verbreitet und kommen im tropischen Asien vor.[6]
    - Rubiteucris Kudô: Sie enthält nur zwei Arten. Sie sind vom Himalaja bis Taiwan verbreitet.[6]
    - Schnabelia Hand.-Mazz.: Die früher zwei, seit 1999 fünf Arten kommen alle in China vor.[6]
    - Spartothamnella Briq.: Die drei Arten kommen in Australien vor.
    - Tetraclea A.Gray:[2] Sie enthält nur eine Art:
      - Tetraclea coulteri A.Gray (Syn.: Clerodendrum coulteri (A.Gray) Govaerts): Sie kommt von den südlichen und zentralen Vereinigten Staaten bis ins nordöstliche Mexiko vor.[6]

    - Teucridium Hook. f.: Sie enthält nur eine Art:
      - Teucridium parvifolium Hook. f.: Sie kommt nur in Neuseeland vor.

    - Gamander (Teucrium L., Syn.: Botrys Fourr., Chamaedrys Mill., Iva Fabr., Kinostemon Kudô, Melosmon Raf., Monipsis Raf., Monochilon Dulac, Oncinocalyx F.Muell., Poliodendron Webb & Berthel., Polium Mill., Scorbion Raf., Scordium Mill., Scorodonia Hill, Spartothamnella Briq., Spartothamnus A.Cunn. ex Walp., Teucridium Hook. f., Trixago Raf.): Die 250 bis 260 Arten sind fast weltweit verbreitet mit einem Schwerpunkt im Mittelmeerraum.[5][2]
    - Trichostema L. (Syn.: Eplingia L.O.Williams, Isanthus Michx.): Die etwa 19 Arten sind von Nordamerika bis Mexiko verbreitet.
    - Tripora P.D.Cantino: Sie enthält nur eine Art:
      - Tripora divaricata (Maxim.) P.D.Cantino: Sie kommt von China über Korea bis Japan vor.

    - Volkameria L.:[2] Die etwa zehn Arten gedeihen von den Subtropen bis Tropen in vielen Gebieten der Welt.[6]

- Unterfamilie Cymarioideae B.Li, R.G.Olmstead & P.D.Cantino: Sie wurde 2016 aufgestellt. Typusgattung ist Cymaria Benth.[2]
  - Sie wird nicht in Tribus gegliedert und enthält nur zwei Gattungen mit insgesamt drei bis vier Arten im tropischen Asien:[2]
    - Acrymia Prain: Sie enthält nur eine Art:[2]
      - Acrymia ajugiflora Prain: Sie kommt nur auf der malaiischen Halbinsel[2] in den Bundesstaaten Perak sowie Selangor vor.[6]

    - Cymaria Benth.: Die nur zwei bis drei Arten sind auf der Insel Hainan, in Indochina und Malesien verbreitet.[2]

- Unterfamilie Peronematoideae B.Li, R.G.Olmstead & P.D.Cantino: Sie wurde 2016 aufgestellt.  Typusgattung ist Peronema Jack.[2]
  - Sie wird nicht in Tribus gegliedert und enthält nur vier Gattungen mit insgesamt etwa 17 Arten hauptsächlich im tropischen Asien:[2]
    - Garrettia H.R.Fletcher: Sie enthält nur eine Art:[2]
      - Garrettia siamensis H.R.Fletcher: Sie kommt im südwestlichen China, in Thailand und auf Java vor.[2]

    - Hymenopyramis Wall. ex Griff.: Die etwa sieben Arten sind in Indien, Indochina und China verbreitet.[5][2]
    - Peronema Jack: Sie enthält nur eine Art:[2]
      - Peronema canescens Jack: Sie kommt in Thailand, Malaysia, Borneo, Sumatra und Java vor.[2][6]

    - Petraeovitex Oliv: Die etwa acht Arten kommen in Myanmar, Thailand, auf Borneo, auf der Malaiischen Halbinsel, auf Sumatra, auf den Philippinen, auf den Molukken, in Neuguinea, auf dem Bismarck-Archipel, auf den Salomonen und eine Art auch auf der australischen Kap-York-Halbinsel. Der Schwerpunkt der Artenvielfalt ist Borneo.[2]
      - Petraeovitex bambusetorum King & Gamble: Aus Borneo und der Malaiischen Halbinsel.
- Unterfamilie Premnoideae B.Li, R.G.Olmstead & P.D.Cantino: Sie wurde 2016 aufgestellt. Typusgattung ist Premna L..[2]
  - Sie wird nicht in Tribus gegliedert und enthält nur etwa drei Gattungen mit insgesamt etwa 200 Arten in den Subtropen bis Tropen:[2]
    - Cornutia L.: Die etwa zwölf Arten sind in der Neotropis verbreitet.[2]
    - Gmelina L.: Die etwa 31 Arten sind vom subtropischen bis tropischen Asien bis Australien und auf Inseln des westlichen Pazifik verbreitet.[5][2]
    - Premna L.: Die 50 bis 200 Arten sind vom subtropischen bis tropischen Asien, Afrika, Australien und auf Pazifischen Inseln verbreitet.[2]

- Unterfamilie Prostantheroideae Luerss.[2] (Syn.: Chloanthoideae Briq.): Sie wird in zwei Tribus gegliedert und enthält etwa 16 Gattungen mit etwa 317 Arten; alle kommen nur in Australien vor:
  - Tribus Chloantheae Benth. & Hook. f.: Sie kommen nur in Australien vor:
    - Chloanthes R.Br.: Die etwa vier Arten kommen nur in Australien vor.[6]
    - Cyanostegia Turcz.: Die etwa fünf Arten kommen nur in Australien vor.[6]
    - Dicrastylis J.Drumm. ex Harv.: Die 26 bis 34 Arten kommen nur in Australien vor.[6]
    - Hemiphora (F.Muell.) F.Muell.: Die etwa fünf Arten kommen im westlichen Australien vor.[6]
    - Lachnostachys Hook.: Mit etwa sechs Arten kommen nur in Australien vor.[6]
    - Mallophora Endl.: Die nur zwei Arten kommen im westlichen Australien vor.[6]
    - Newcastelia F.Muell.: Die zehn bis zwölf Arten kommen nur in Australien vor.[6]
    - Physopsis Turcz.: Die nur zwei Arten kommen im westlichen Australien vor.[6]
    - Pityrodia R.Br.: Die 36 bis 45 Arten kommen nur in Australien vor.[6]

  - Tribus Westringieae Bartl. (Syn.: Prostanthereae): Die etwa sechs Gattungen mit etwa 240 Arten kommen nur in Australien vor.
    - Hemiandra R.Br.: Die etwa sieben Arten kommen nur in Australien vor.[6]
    - Hemigenia R.Br.: Die etwa 50 Arten kommen nur in Australien vor.[6]
    - Microcorys R.Br.: Die 16 bis 21 Arten kommen nur in Australien vor.[6]
    - Prostanthera Labill. (Syn.: Chilodia R.Br., Cryphia R.Br., Eichlerago Carrick, Klanderia F.Muell.): Die etwa 100 Arten kommen nur in Australien vor.[6]
    - Westringia Sm.: Die 25 bis 31 Arten kommen nur in Australien vor.[6]
    - Wrixonia F.Muell. (manchmal in Prostanthera): Sie enthält nur eine, manchmal zwei Arten:
      - Wrixonia prostantheroides F.Muell.: Sie kommt nur im westlich-zentralen Western Australia vor.[6]

- Unterfamilie Scutellarioideae (Dum.) Caruel:[2] Sie enthält nur eine Tribus mit vier bis fünf Gattungen und etwa 380 Arten (allerdings die meisten in der Gattung Scutellaria, drei Gattungen sind monotypisch):
  - Tribus Scutellarieae Benth.:
    - Holmskioldia Retz.: Sie enthält nur eine Art:[2]
      - Holmskioldia sanguinea Retz.: Sie gedeiht im Himalaja-Gebiet.[2] Sie wird in frostfreien Gebieten als Zierpflanze verwendet und ist in einigen Gebieten verwildert.

    - Renschia Vatke: Sie enthält nur eine Art:
      - Renschia heterotypica Vatke: Dieser Endemit kommt nur im nördlichen Somalia vor.[6] Es könnte noch eine zweite Art geben.[2]

    - Helmkräuter (Scutellaria L., Syn.:  Anaspis Rech. f., Cassida Ség., Cruzia Phil., Harlanlewisia Epling, Hastifolia Ehrh., Perilomia Kunth, Salazaria Torr., Theresa Clos): Die 350 bis 360 Arten sind fast weltweit verbreitet,[2] aber nur wenige Arten kommen im tropischen Afrika vor; in China gibt es beispielsweise 98 Arten.[5]
    - Tinnea Kotschy ex Hook. f.: Die etwa 19 Arten sind vom tropischen bis südlichen Afrika verbreitet.[2]
    - Wenchengia C.Y.Wu & S.Chow: Sie enthält nur eine Art:[5][2]
      - Wenchengia alternifolia C.Y.Wu & S.Chow: Es ist ein Endemit in tropischen Wäldern in Höhenlagen von etwa 400 Metern in der chinesischen Provinz Hainan.[5][2]

- Unterfamilie Symphorematoideae Briq.:[2] Sie enthält nur eine Tribus mit nur drei Gattungen und etwa 30 Arten in Asien:
  - Tribus Symphoremateae Meisn.:
    - Congea Roxb.: Die zehn bis zwölf Arten sind hauptsächlich in Südostasien verbreitet, zwei davon kommen in China vor.[5]
    - Sphenodesme Jack: Die 15 bis 16 Arten sind hauptsächlich im tropischen sowie subtropischen Asien verbreitet.[5]
    - Symphorema Roxb.: Die nur drei Arten sind in Indien, Myanmar, Thailand und auf den Philippinen verbreitet; eine Art kommt auch in China vor.[5]

- Unterfamilie Viticoideae Briq.:[2] Sie enthält nur eine Tribus mit 10 bis 14 Gattungen und 376 bis 526 Arten:
  - Tribus Viticeae Bartl.:
    - Adelosa Blume: Sie enthält nur eine Art:
      - Adelosa microphylla Blume: Sie ist in Madagaskar beheimatet.

    - Archboldia E.Beer & H.J.Lam: Sie enthält nur eine Art:
      - Archboldia ericoides E.Beer & H.J.Lam: Sie ist in Neuguinea beheimatet.

    - Paravitex H.R.Fletcher (Sie wird manchmal in Vitex gestellt): Sie enthält nur eine Art:
      - Paravitex siamica H.R.Fletcher: Die Heimat ist Thailand.

    - Petitia Jacq.: Die nur eine oder zwei Arten kommen in Florida, den Bahamas und den Großen Antillen und nördlichen Kleinen Antillen vor.
      - Petitia domingensis Jacq.: Florida, den Bahamas und Große Antillen bis zu den nördlichen Kleinen Antillen.

    - Pseudocarpidium Millsp.: Die etwa acht Arten kommen auf den Bahamas, Kuba und Hispaniola vor.
    - Teijsmanniodendron Koord.: Die etwa 14 Arten sind in Südostasien verbreitet.
    - Tsoongia Merr. (Sie wird manchmal in Vitex gestellt): Sie enthält nur eine Art:
      - Tsoongia axillariflora Merr.: Sie ist in China, Myanmar sowie Vietnam verbreitet.[5]

    - Vitex L. (Syn.: Macrostegia Nees, Neorapinia Moldenke): Die etwa 250 Arten sind weitverbreitet, hauptsächlich pantropisch, wenige Arten in den Gemäßigten Gebieten.
    - Viticipremna H.J.Lam (Sie wird manchmal in Vitex gestellt): Die etwa fünf Arten sind in Australasien verbreitet.

- Vorerst drei bis zehn Gattungen sind keiner Unterfamilie zugeordnet:
  - incertae sedis (Auswahl):
    - Callicarpa L.: Die etwa 140 Arten sind hauptsächlich im tropischen sowie subtropischen Asien verbreitet; einige Arten gibt es in der Neotropis sowie tropischen Afrika und sehr wenige Arten in gemäßigten Gebieten Asiens sowie Nordamerikas. In China kommen 48 Arten vor.[5]
    - Ombrocharis Hand.-Mazz.: Sie enthält nur eine Art:
      - Ombrocharis dulcis Hand.-Mazz.: Sie gedeiht nur in Hunan in subtropischen immergrünen Wäldern in einer Höhenlage von etwa 1300 Metern.[5]

    - Tectona L. f.: Die drei bis vier Arten sind in Indien, Myanmar, Malaysia und auf den Philippinen beheimatet.[5] Eine Art wird in den Tropen weltweit angebaut und ist in einigen tropischen Gebieten verwildert[5]:
      - Teakbaum (Tectona grandis L. f.)

## Nutzung
Viele der Pflanzenarten dieser Familie zeichnen sich durch ätherische Öle aus, weshalb sie als Gewürz- oder Heilpflanzen genutzt werden. Mehr als 60 Arten werden allein in den gemäßigten Gebieten angepflanzt, und viele Arten – etwa Minzen (Mentha), Basilikum (Ocimum basilicum), Lavendel (Lavandula) oder Salbei (Salvia) – werden gewerbsmäßig kultiviert. Zwei Pogostemon-Arten aus Südostasien (Indisches Patschuli und Javanisches Patschuli) liefern das Patschuli-Öl, das ein wertvoller Grundstoff für schwere Parfüme ist. Einige Arten der Lippenblütler haben vor allem regionale Bedeutung. Gliedkräuter (Sideritis) dienen im östlichen Mittelmeergebiet als Teekraut, im Iran würzt man Joghurt mit Ziziphora und in Indien und Südostasien dienen die Knollen von Coleus rotundifolius als Kartoffelersatz. Die Früchte des Mönchspfeffer (Vitex agnus-castus) werden als Gewürz verwendet.
Viele Arten werden als Zierpflanze genutzt, darunter Ajuga, Monarda, Nepeta, Physostegia, Phlomis, Salvia, Scutellaria, Stachys und Teucrium.

Nutzpflanzen – Beispiele
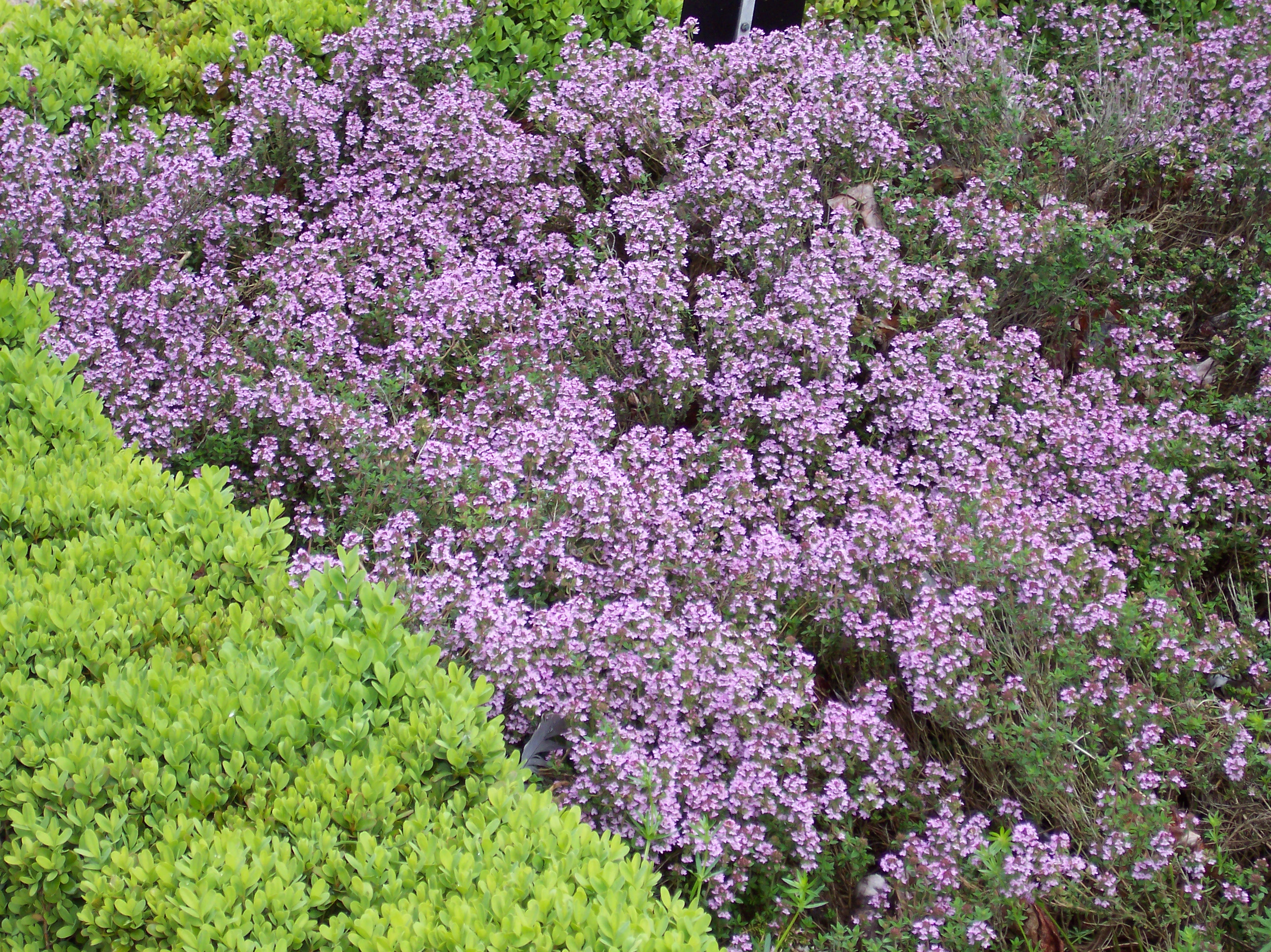
Die Thymian-Sorte ‘Porlock’
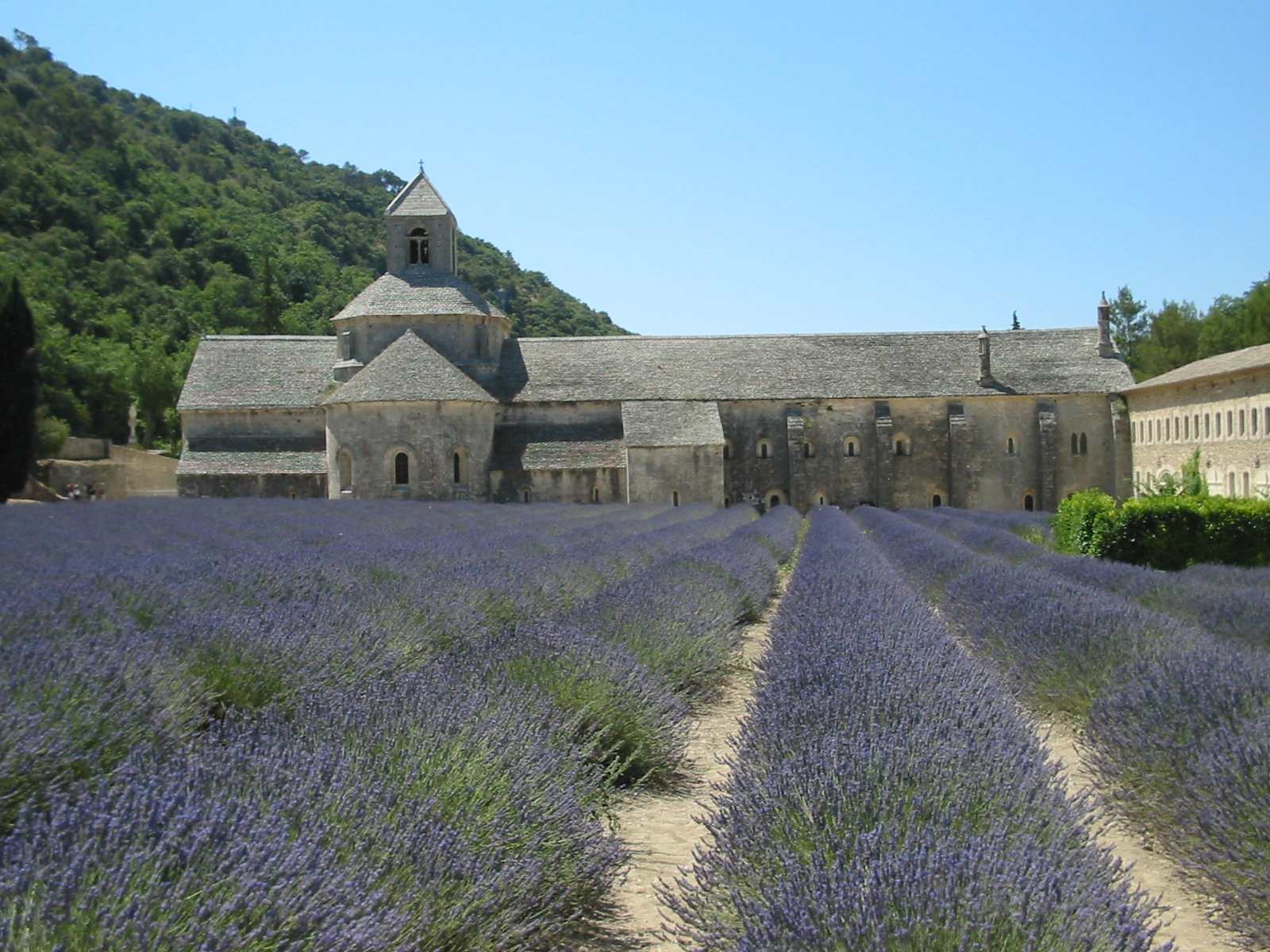
Lavendel-Feld (Lavandula angustifolia)
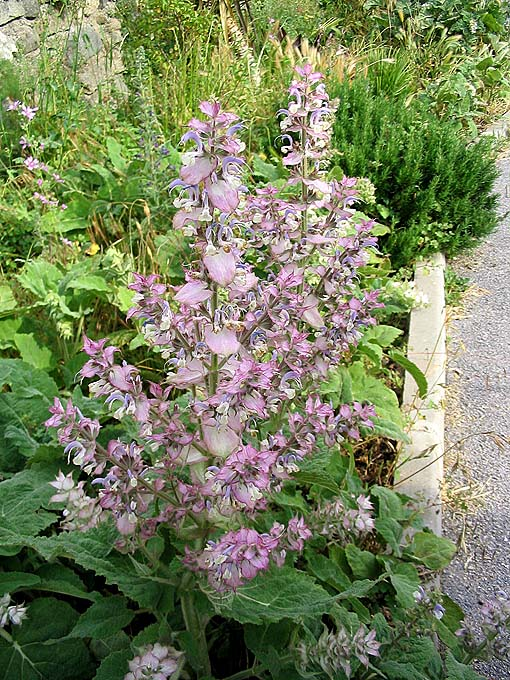
Muskateller-Salbei (Salvia sclarea)
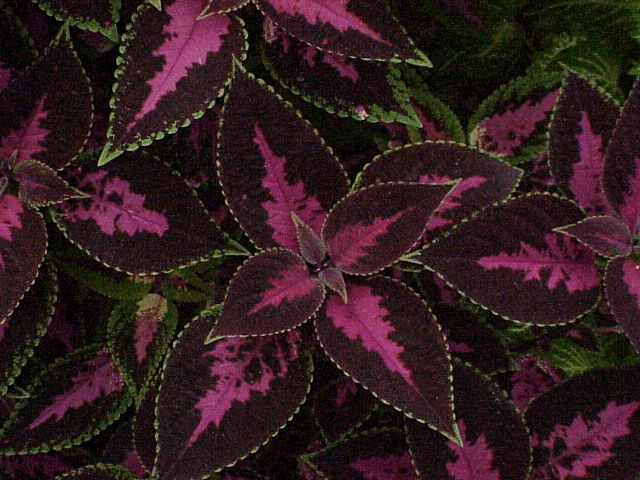
Buntnessel (Solenostemon scutellarioides-Hybriden, Syn.: Coleus blumei-Hybriden), einfach zu pflegende Zierpflanze
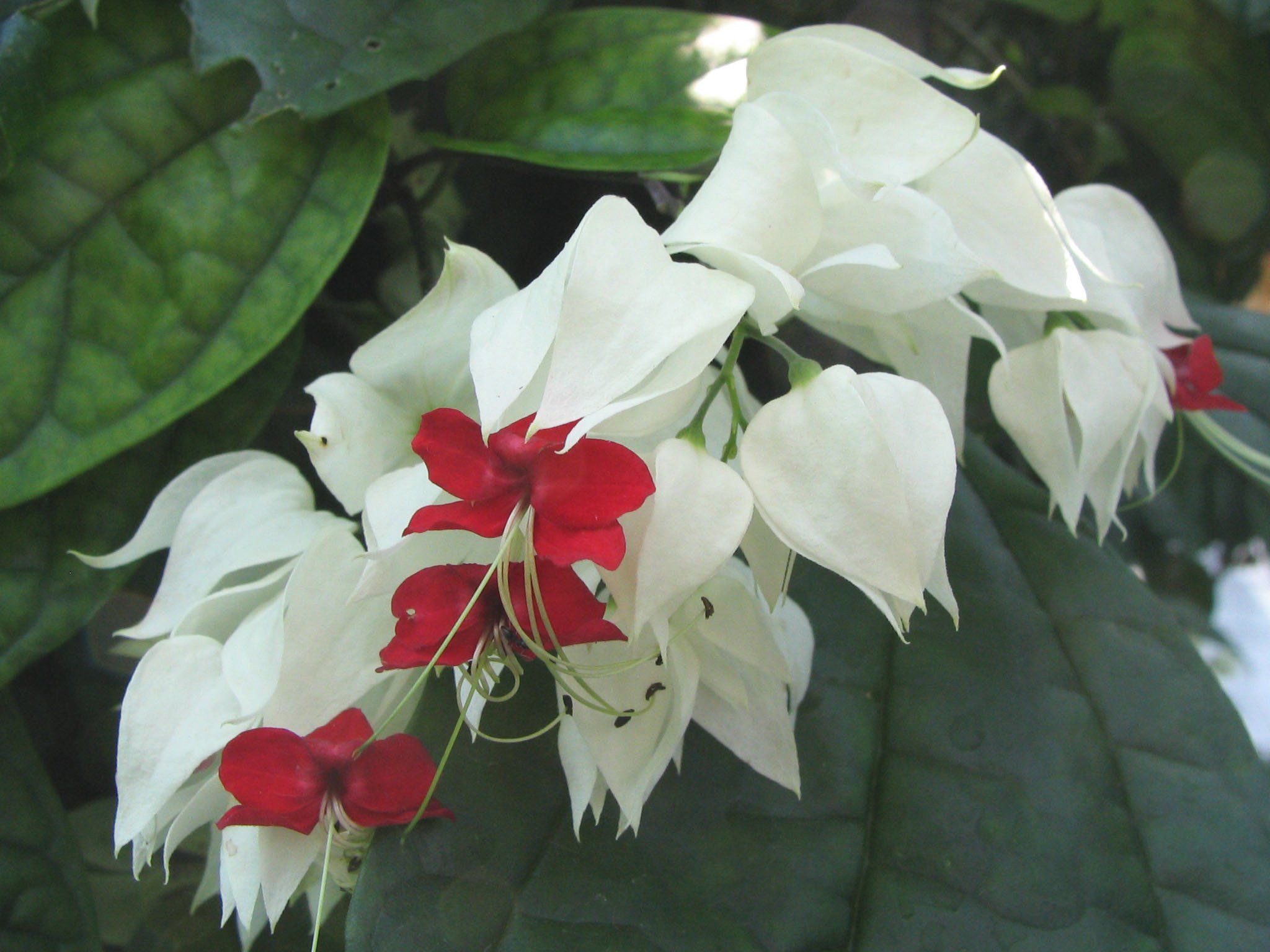
Der Losbaum (Clerodendrum thomsoniae) wird als Zierpflanze verwendet.
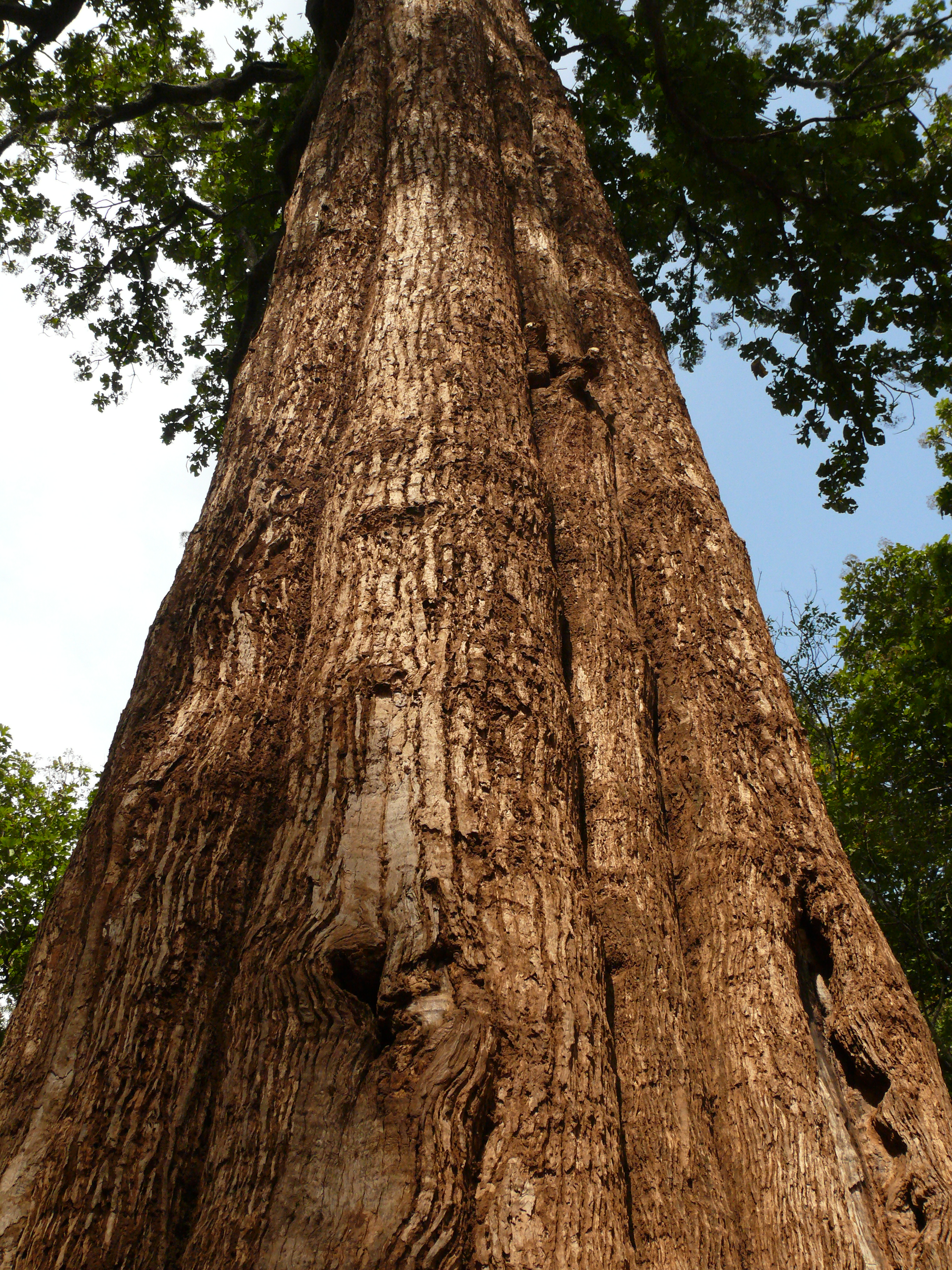
Der Teakbaum (Tectona grandis) liefert ein wertvolles Holz

## Trivia
Hubert Lippenblüter, Figur bei Jürgen von der Lippe